# Stilobezzia travassosi
Stilobezzia travassosi är en tvåvingeart som beskrevs av Lane 1947. Stilobezzia travassosi ingår i släktet Stilobezzia och familjen svidknott. Inga underarter finns listade i Catalogue of Life.